# توفيق فارس
توفيق فارس (مواليد 1937 برج بوعريريج ، الجزائر ) كاتب سيناريو ومنتج ومخرج سينمائي جزائري .

## سيرة ذاتية
ولد توفيق فارس في الجزائر. أصله من بلدية أمالو ( بجاية ) ، ونشأ في الجزائر العاصمة حيث أكمل دراسته الثانوية في فرنسا ، في Lycée Carnot في باريس وفي Lycée Hoche في فرساي. في وقت مبكر جدًا ، بينما كان لا يزال في مدرسة بن عكنون الثانوية في الجزائر العاصمة ، كانت السينما هي التي فتنته وأراد أن يتابعها كمهنة. التحق بنادي السينما بالمدرسة الثانوية حتى عام البكالوريا والإضراب الطلابي الصادر عن جبهة التحرير الوطني . انضم بعد ذلك إلى RTF (1955) التي جندت الشباب لتدريب المصورين أثناء العمل. شارك في تصوير عدة أفلام أنتجت تحسبا لانطلاق تلفزيون المستقبل في الجزائر. لكنه سرعان ما غادر RTF والجزائر العاصمة متوجهاً إلى باريس بنية صناعة الأفلام. فهو 19 سنة.

## فيلموغرافيا

### كاتب السيناريو
- 1966 : ... حتى المساء أو خط الأيام ... (فيلم قصير)
- 1967 : ريح الأوراس
- 1969 :الثائرون
- 1975 : وقائع سنين الجمر
- 2009 : بيتنا

### مخرج
- 1966 : ... حتى المساء أو خط الأيام ... (فيلم قصير)
- 1969 : الثائرون
- 1971 : العودة
- 1971 : جيل الحرب

## جوائز
وسام الآداب والفنون يناير 2010،وزارة الثقافة والاتصال بالجمهورية الفرنسية